# 北室龍馬
北室 龍馬（きたむろ りょうま、1989年12月17日 - ）は、日本のソングライター、音楽プロデューサー。主にジャニーズ事務所や乃木坂46、FLOWERやモデルの佐々木希など に楽曲提供している。O型。RYOMA KITAMURO名義で活動するときもある。

## 略歴
福岡県久留米市出身。高校卒業後、福岡スクールオブミュージック専門学校入学。初めて音楽を始める。その為、周りの人より遅れをとっていたが卒業する前にソニー・ミュージックからLOVEへの楽曲提供が決まり作家デビューとなった。在学中に初めて逢ったジョーイ・カーボーンとのきっかけで徐々にジャニーズ事務所への提供が増えた。現在は、様々なアーティスト、アイドル、モデルへの楽曲提供のほかミュージカル、プロデュース業も行なっている。

## 代表作
| 曲名               | アーティスト                             | 備考                                                              |
| 指望遠鏡           | 乃木坂46                                 | アニメ『マギ』エンディング                                        |
| Dream～5つの願い～ | A.B.C-Z                                  | 発売 デビューDVD 「Za ABC〜5stars〜」収録曲                       |
| ROCK U             | Kis-My-Ft2                               | Kis-My-Ftに逢えるde Show vol.3                                    |
| be with you        | FLOWER                                   | マイナビ「JOL」CMソング                                           |
| A Song Of Love     | Love                                     | TBS「王様のブランチ」10月〜11月 エンディング                      |
| Diamond days       | 佐々木希                                 | 主演ドラマ「恋なんて贅沢が私に落ちてくるのだろうか?」エンディング |
| KNOCK DOWN         | DREAM BOYS 2012                          | 作・構成・演出：ジャニー喜多川。主演：亀梨和也。劇中歌            |
| Prince Princess    | Prince(ジャニーズJr.)(現：King & Prince) | King & Prince 1stアルバム「King & Prince」収録曲                  |